# Martin Elmiger
Martin Elmiger (Cham, 1978. szeptember 23. –) svájci profi kerékpáros. 2017-ben visszavonult a versenyzéstől.

## Eredményei
| 2000 1. - Stausee Rundfahrt Klingnau 2., Svájci országúti bajnokság - Mezőnyverseny - U23 3. - Leimentalrundfahrt 2001 1., Svájci országúti bajnokság - Mezőnyverseny 2. - GP Osterhas 3. - GP de Genève 3. - Stausee Rundfahrt Klingnau 5. - GP Winterthur 8. - Tour du Lac Léman 2002 1. - Circuito de Getxo 1. - Breite Criterium 4. - Stausee Rundfahrt 4. - GP Ouest France - Plouay 10., Svájci országúti bajnokság - Mezőnyverseny 2003 1. - Grosser Preis des Kantons Aargau 2. - Stausee Rundfahrt 2. - Circuito de Getxo 2. - GP Beghell 7. - Coppa Sabatini 8. - Giro del Lazio 2004 1., 3. szakasz - Tour du Languedoc-Rousillon 2. - GP Pino Cerami 2. - Paris - Bourges 2. - Chur - Arosa 3. - Grosser Preis des Kantons Aargau 5., Svájci országúti bajnokság - Mezőnyverseny 7., Svájci országúti bajnokság - Időfutam-bajnokság 2005 1., Svájci országúti bajnokság - Mezőnyverseny 1., 1. szakasz - Volta a Catalunya 2., Svájci országúti bajnokság - Időfutam-bajnokság 6. - HEW Cyclassics Cup 7. - Berner Rundfahrt 8. - Giro di Lombardia | 2006 2. - Trofeo Mallorca 5. - Trofeo Calvia 9. - Milano - Sanremo 2007 1., összetettben - Tour Down Under 1. - GP d'Isbergues 3. - Tour de la Somme 9. - GP Chiasso 9. - Giro della Romagna 10., Svájci országúti bajnokság - Mezőnyverseny 10., Országúti világbajnokság - Mezőnyverseny 2008 2., Svájci országúti bajnokság - Mezőnyverseny 2. - GP Kanton Aargau Gippingen 2. - Thun 3., összetettben - Tour de Picardie 1., 2. szakasz 7. - Dwars door Vlaanderen - Waregem 2009 3. - Montepaschi Strade Bianche 4., összetettben - Tour Down Under 5., összetettben - Circuit de Lorraine 8. - Tour de Vendée 9. - Ronde van Vlaanderen 2010 1. - Tour de la Somme 1., összetettben - 4 Jours de Dunkerque 1., 4. szakasz 1., Svájci országúti bajnokság - Mezőnyverseny 3., összetettben - Tour du Poitou Charentes et de la Vienne 3., Svájci országúti bajnokság - Időfutam-bajnokság 2011 5., Svájci országúti bajnokság - Mezőnyverseny 5., összetettben - Tour du Poitou Charentes et de la Vienne 2012 3., Svájci országúti bajnokság - Időfutam-bajnokság 10., összetettben - 4 Jours de Dunkerque 10., összetettben - Tour de Luxembourg 10. - GP Kanton Aargau-Gippingen |

## Grand Tour eredményei
| Grand Tour | 2004 | 2005 | 2006 | 2007 | 2008 | 2009 | 2010 | 2011 | 2012 | 2013 |
| ---------- | ---- | ---- | ---- | ---- | ---- | ---- | ---- | ---- | ---- | ---- |
| Giro       | -    | -    | 80.  | -    | -    | -    | -    | -    | -    |      |
| Tour       | 108. | -    | -    | 74.  | 71.  | -    | 75.  | -    | -    |      |
| Vuelta     | -    | 86.  | -    | -    | -    | -    | -    | -    | -    |      |